# Tourisme en Loir-et-Cher
 (mai 2010).
 (avril 2021).
 (juin 2023).
Le Val de Loire connu pour son patrimoine (les châteaux de Chambord, de Chaumont-sur-Loire, de Blois, de Cheverny, mais également pour le Zooparc de Beauval, l’un des 4 plus beaux parcs zoologiques du monde selon le magazine Forbes), le Loir-et-Cher est une destination touristique. Celle-ci s’est vue confirmée avec l'inscription par l'Unesco du Val de Loire au patrimoine mondial de l'humanité, au titre des paysages culturels.

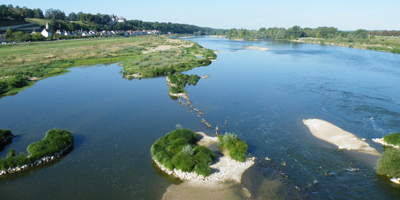
La Loire à Chaumont-sur-Loire, au pied du château

## Hauts lieux touristiques
Les châteaux de Chambord, Blois, Cheverny, Chaumont-sur-Loire et son festival international des jardins comptent parmi les plus connus du pays  blésois et du Loir-et-Cher. Ce dernier domine la vallée de la Loire, classée Patrimoine mondial de l’Humanité par l’Unesco.

### Patrimoine historique

#### Villes
- Blois: Préfecture et cité royale, la ville est bâtie tel un amphithéâtre sur la Loire. La ville a le mérite de témoigner de nombreuses traces de l'histoire, avec des plus anciennes datant de -6 000 ans avant J.C. Après une forte activité pendant le Moyen Âge, le château royal de Blois a accueilli rois et reines de France, et propose une véritable leçon d’architecture (4 styles pour 4 époques). Les ruelles et les escaliers de la vieille ville permettent de découvrir les maisons aux façades de tuffeau et quelques lieux plus insolites tels que la Maison de la Magie ou la Fondation du Doute. La ville et le quartier Vienne témoignent également d'une volonté plutôt réussie de gestion de la Loire grâce à un système de digues.
- Vendôme : Sous-préfecture. Classée ville d’art et d’histoire. La ville est baignée par le Loir, et est dominée par les vestiges du château des Bourbon-Vendôme. Vous pourrez aussi voir en vous promenant, qu'elle abrite un exceptionnel ensemble abbatial fondé par Geoffroy Martel au XIe siècle.
- Romorantin-Lanthenay : Sous-préfecture. Capitale de la Sologne, la ville est réputée pour son musée du même nom mais aussi pour l’espace Automobiles Matra.
- Les cités médiévales de la vallée du Cher (Saint-Aignan, Montrichard, Mennetou-sur-Cher),
- Les châteaux de la Loire (Blois, Chambord, Chaumont, Cheverny) et ceux de Sologne,
- Les villages troglodytiques de la vallée du Loir.

#### Sites et monuments

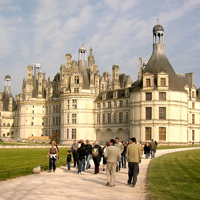
Le château de Chambord

Le Loir-et-Cher possède un patrimoine touristique intimement lié aux rois et reines de France (Louis XII, François Ier, Henri II, Charles IX, Henri III, Anne de Bretagne, Claude de France, Catherine de Médicis), mais également aux artistes (Pierre de Ronsard, Alfred de Musset, Léonard de Vinci).
Le château de Chambord incarne la Renaissance. Ce rendez-vous de chasse bâti pour, François 1er et inspiré par Léonard de Vinci, s’élève au milieu du plus grand parc clos d’Europe. Plus qu’un château, c’est tout un domaine que l’on peut découvrir avec ses jardins, sa forêt et depuis peu ses vignes et son potager.
Le château royal de Blois est l’un des grands témoins de l’histoire de France (c’est là qu’Henri III fit assassiner le Duc de Guise…). Il propose une véritable leçon d’architecture avec 4 styles, de la fin du Moyen Âge jusqu’au XVIIe siècle.
Le château de Cheverny célèbre les fastes du «grand siècle». Cette propriété privée qui appartient à la même famille depuis plus de quatre siècles cultive l’art de vivre à la française. Le raffinement des jardins sans cesse renouvelés fait écho aux collections d’objets d’art et de mobilier. Mais Cheverny, c’est également le château du capitaine Haddock (Hergé s’en inspira pour créer Moulinsart, le château du compagnon de Tintin).
Le château de Chaumont-sur-Loire se dresse à l’extrémité d’un parc à l’anglaise qui domine la Loire. Ce château fut tour à tour propriété de Catherine de Médicis, de Diane de Poitiers, mais ce sont les princes de Broglie qui lui donnèrent un éclat sans précédent au XIXe siècle. Le domaine accueille désormais un centre d’art et de nature et depuis 30 ans le Festival international des Jardins.
D’autres châteaux, ouvrent également leurs portes pour une promenade plus intime: les châteaux de Beauregard, de Chémery, de Fougères-sur-Bièvre, de Meslay ou encore ceux de Selles-sur-Cher, de Troussey ou de Villesavin. Ils ont chacun des histoires à raconter, c’est ainsi que Talcy fut le cadre des amours de Cassandre et de Pierre de Ronsard).
Mais il n’y a pas que des châteaux à visiter. De nombreux autres sites et monuments témoignent de la richesse de l’histoire du Loir-et-Cher. La commanderie des Templiers d’Arville témoigne d’un passé religieux tumultueux. Le manoir de la Poissonnière est quant à lui la demeure natale du «Prince des Poètes», Pierre de Ronsard. Les ruines gallo-romaines de Thésée, en vallée du Cher, sont ouvertes au public, tout comme la ville souterraine de Bourré (1500 m² sculptés dans le tuffeau pour évoquer la vie du village au XIXe siècle).
A Saint-Aignan, le Zoo parc de Beauval, est classé[Par qui ?] parmi les quatre plus beaux zoos du monde. Avec plus de 35 000 animaux de tous les continents (dont les célèbres pandas géants, les seuls de France) il propose un voyage au cœur du monde animal. Parmi les attractions phares : le survol d’une partie du parc (la terre des lions et la savane des éléphants) en télécabine le nuage de Beauval et depuis 2020 le dôme tropical (8 000 m²) pour découvrir une multitude d’espèces (lamantin des Caraïbes, dragons de Komodo…) dans leur environnement.

#### Promenades en Loir-et-Cher
Beaucoup de villes et villages peuvent se découvrir à pied, à vélo ou même en calèche. Parmi les villes qui offrent des parcours de visites se trouvent Blois (cité royale), Romorantin (capitale de la Sologne), Vendôme (classée ville d’art et d’histoire)…
Mais aussi des villages plus secrets comme :
- Bourré avec sa magnanerie troglodytique (élevage de vers à soie), sa carrière de tuffeau et sa ville souterraine ;
- Lavardin classé parmi les «plus beaux villages de France» ;
- Montoire-sur-le-Loir qui abrite la Chapelle Saint-Gilles, qui appartient au réseau des églises à fresques de la vallée du Loir ;
- Valloire-sur-Cisse, qui réunit plusieurs bourgs sur la Cisse ;
- Saint-Aignan, ville érigée à flanc de coteaux sur les bords du Cher. Cité médiévale, elle abrite une collégiale Xè et XIè et sa crypte, classées aux Monuments historiques ;
- Selles-sur-Cher et son château ;
- Le village de Trôo, cité troglodytique ;
- Saint-Dyé-sur-Loire, qui est le port de Chambord sur la Loire ;
- Souvigny-en-Sologne et son église à caquetoire ;
- Saint-Viâtre et sa Maison des Étangs sont aussi des sites remarquables.

### Patrimoine naturel

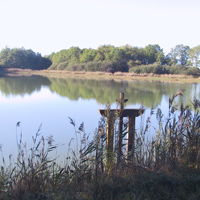
Étang de Sologne

Le Loir-et-Cher offre plusieurs visages. Tout au nord on trouve le Perche, pays de bocage avec ses chemins bordés de haies, où l’art du plessage perdure, ainsi qu’en témoigne le chemin des trognes (Boursay). La vallée du Loir s’ouvre quant à elle sur un monde souterrain avec ses maisons troglodytiques, creusées dans le tuffeau. Mais c’est la vallée de la Loire, de l'autre côté de la Beauce et au cœur du Blésois, qui reste la plus connue, puisque le fleuve royal est classé patrimoine mondial de l’Humanité. C’est aussi la vallée des Rois et Reines de France et des vins de Loire… Au sud, la vallée du Cher est quant à elle réputée pour ses vignobles et ses fromages (AOC). Enfin, la Sologne, ses forêts et ses nombreuses marres se font plus « discrètes et mystérieuses ». En empruntant la route des étangs et des châteaux, le visiteur découvrira au fil des maisons à thème le pays de Raboliot et des grands animaux.
Chacun de ces terroirs offre une faune et une flore spécifique que l’on peut découvrir dans des sites naturels protégés tels que l’île de la Folie, les prairies du Fouzon ou l’étang de Beaumont gérés par le conservatoire des sites de la Région Centre.

### Patrimoine culturel

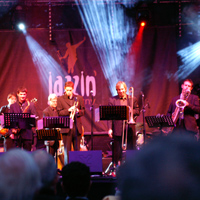
Festival Jazzin' Cheverny

Musées et maisons à thème sont autant d’évocations de la vie en Loir-et-Cher. Parmi eux, le Musée de Sologne, l'Espace automobile Matra, le Musée de Vendôme, le Muséum d'Histoire naturelle de Blois, le musée du Donjon de Montrichard, la Maison du Braconnage, la Maison des Étangs et la Maison du Cerf… Mais aussi la Maison de la Magie Robert-Houdin, le Musée de l’Objet ou encore Musikenfête.

#### Parcs et jardins
L’art des parcs et jardins est une véritable tradition en Loir-et-Cher. Plusieurs jardins ont reçu le label Jardin remarquable. Le Domaine Régional de Chaumont-sur-Loire et son festival international des jardins est probablement le plus connu. Il ne faut pas oublier pour autant le Jardin du Plessis-Sasnières, l’arboretum de la Fosse, les jardins de Blois, le Parc botanique du Prieuré d’Orchaise, le jardin du château de Talcy, les jardins du château de Cheverny et ceux du château de Chambord.

## Terroirs de Loire

### Gastronomie
Le Loir-et-Cher offre des produits locaux: le gibier et les poissons, mais aussi les champignons, les fraises (la Marra des bois) et les asperges ou le safran, le miel et le chocolat. C’est à Blois qu’Auguste Poulain avait créé sa chocolaterie à la fin du XIXe siècle. Nombreux sont les producteurs à proposer des produits bio et la vente en circuit-court en Loir-et-Cher.
Une spécificité du département : quatre certifications fromagères. Il s’agit de fromages de chèvre dans chacun des cas : le Trèfle (Certificat de Conformité Produit - CCP), les AOC Selles-sur-cher , Sainte-maure-de-touraine  et le Valençay.
Chambord est également localement connu pour sa biscuiterie.
Une spécialité de renommée internationale : la Tarte Tatin, née d’une erreur, celle des sœurs Tatin qui au coup de feu du déjeuner enfournèrent leur tarte à l’envers. On peut toujours savourer dans leur établissement, à Lamotte-Beuvron leur célèbre tarte aux pommes croustillante et caramélisée. La reine-claude, qui doit également à son nom à la reine Claude, est d'ailleurs née dans les vergers blesois de François Ier.
L’accueil et l’hospitalité participent de la tradition en Loir-et-Cher et le visiteur peut choisir entre la quiétude d’une auberge de campagne ou le raffinement d’une grande table. Le département compte désormais 6 chefs étoilés dont 2 avec 2 macarons Michelin: Assa Restaurant, La Maison d'à Côté, La Vieille Tour, Les Hauts de Loire, Lion d'Or 1774 et Pertica.
Plus abordables et tout aussi délicieux, il propose également 9 «Bib Gourmands» et 13 «Assiettes Michelin».

### Vins
Avec 8 AOP viticoles le Loir-et-Cher offre une belle carte des vins. Rosés, rouges ou blancs, il en est pour tous les goûts – 2 produits d’exception : Le Cour-Cheverny, un blanc issu du Romorantin, un cépage introduit par François 1er au retour des guerres d’Italie et les Côteaux du Vendômois, un «gris» (rosé) issu du Pinot d’Aunis.
Bon nombre de vignerons ouvrent leurs portes pour faire découvrir leurs vins et partager leur passion. Trois expériences à ne pas manquer :
- Les maisons des vins de Chambord et de Cheverny conjuguent terroir et high-tech
- Les Caves Monmousseau et leur scénographie dans un dédale de galeries où s'élaborent les grands vins de fines bulles de Touraine
- Troglo Degusto et son escape game au cœur des caves de tuffeau

## Activités

### Les activités et loisirs sportifs

#### Randonnées pédestres
Pour la randonnée pédestre, de très nombreux sentiers de randonnées couvrent le territoire, et sont référencés dans de nombreux guides. En suivant la route de Saint-Jacques le marcheur découvrira le Vendômois au fil des méandres du Loir. Le GR3 (le plus ancien itinéraire de randonnée de France) longe la Loire et permet de musarder sur les bords du fleuve.
Il est également possible d’aller la rencontre de la faune et de la flore en compagnie de spécialistes dans la réserve de Chambord, sur les bords de Loire avec la Maison de la Loire ou dans les forêts de Sologne avec Sologne Nature Environnement.
Randonnées cyclotouristiques
En empruntant la Loire à Vélo, petits et grands découvriront des villages parmi les plus pittoresques du Val de Loire. Longeant le fleuve royal sur ses deux rives, soit de Monteaux à Lestiou ou de Rilly-sur-Loire à Saint-Laurent-Nouan, avec escale obligatoire à Blois, la Loire à Vélo est cependant loin d'être la seule véloroute du département.
Avec 500 km d’itinéraires balisés et sécurisés, la route des Châteaux à Vélo se détourne notamment du fleuve royal en desservant notamment  Chambord, Cheverny, Fougères et Beauregard.
La route de la Vallée du Loir à Vélo dessert le nord du département.
Au sud, la route du Cher à Vélo, allant de Chenonceaux à Vierzon, s'inscrit dans la celle du Cœur de France à Vélo, qui permet de rejoindre Montluçon ou la Loire via Nevers. En Loir-et-Cher, la route longe le Cher de Chissay-en-Touraine à Noyers-sur-Cher, puis l'ancien canal de Berry de Noyers à Châtres-sur-Cher.
Pour relier ces quatre routes, trois réseaux cyclables sont complémentaires en Loir-et-Cher : 
- Le réseau du Blésois à Vélo, autour de Blois ;
- Celui de la Beauce à Vélo, au nord, pour relier notamment Vendôme et le val de Loir à Blois et la Loire à vélo ;
- Celui de la Sologne à Vélo, au sud, reliant la Loire à vélo au Cœur de France à Vélo.

#### Navigation fluviale
Promenades en bateaux traditionnels sur la Loire et le Cher, descente du fleuve royal mais aussi du Loir, en canoë. Les canaux de Berry et de la Sauldre ne sont cependant plus navigables.
C’est sur un fûtreau ou une gabarre, bateaux traditionnels à fond plat, que les marins d’eau douce pourront vivre au rythme de la Loire. Il est également possible de prendre l’apéritif sur le fleuve au coucher du soleil ou de bivouaquer sur les grèves de Loire.

### Événements
Toute l’année, des manifestations culturelles et des festivals rythment la vie du Loir-et-Cher grâce à Festillésime 41, la programmation culturelle proposée par le Conseil départemental de Loir-et-Cher dans les communes du département.
Les châteaux s’animent également en saison : les amateurs de musique classique profiteront du festival de Chambord tandis, ceux de musique contemporaine de Jazzin’ Cheverny.
A ne pas manquer également : le spectacle équestre de Chambord, le son et lumière du château de Blois et les « Nuits de Sologne », un spectacle pyrotechnique le 1er week-end  de septembre.

## Le tourisme en Loir-et-Cher

### Principales destinations
Les destinations touristiques du département sont:
- La vallée de la Loire et le pays blésois, avec son parcours de la Loire à vélo entre les villes au passé riche de Chaumont-sur-Loire et Blois ;
- La Sologne,
- La vallée du Cher,
- La vallée du Loir en Vendômois,
- Le Perche,
- La petite Beauce.

### Histoire du tourisme
Le patrimoine royal hérité de l'Ancien Régime a peu à peu été réhabilité en musées, à l'image des châteaux de Blois, de Chambord et de Chaumont-sur-Loire, par exemple.
À partir du XIXe siècle, l'arrivée du train en Loir-et-Cher rapproche Blois de Paris, et des lignes de tramways quadrillent la Beauce et la Sologne. Ces infrastructures furent cependant abandonnées après la Seconde Guerre mondiale.

Depuis, le tourisme a repris timidement, notamment grâce à la renommée européenne de l'ancien comté de Blois et la mise en valeur de lieux uniques en France, dont les châteaux de la Loire, la Maison de la Magie et le ZooParc de Beauval.

### Les chiffres du tourisme au Cœur Val de Loire[2]
- Plus de 5,7 millions d’entrées enregistrées dans les principaux sites touristiques de visites du Loir-et-Cher en 2019 (y compris les manifestations et activités)
- Plus de 39 500 lits touristiques début 2023 (hôtels, campings, autres hébergements classés tourisme, gîtes et chambres d’hôtes agréés Gîtes de France) auxquels s’ajoutent 65 508 lits touristiques estimés en résidences secondaires
- Plus de 3 millions de nuitées enregistrées en 2019 (hors chambres d’hôtes)
- + 3,2% nuitées entre 2018 et 2019

En termes d’emplois:
- 3 923 emplois salariés privés au 31 décembre 2018 dans les activités dites « caractéristiques du tourisme » (hôtellerie et autres formes d’hébergement, restauration et cafés, agences de voyages et transport de voyageurs)
- 5,1% des emplois salariés du secteur privé dans le département
- 4ème activité économique du département en termes d’effectifs salariés du secteur privé en 2018 (source URSSAF – Acoss – Proportion des activités caractéristiques du tourisme dans l’ensemble des emplois hors agriculture)